# فيكتور غارسيا (كاتب)
فيكتور غارسيا (بالإسبانية: Víctor García de la Concha) (و. 1934  م) هو أستاذ جامعي، ولغوي، وفقيه لغوي، وكاتب، وكاهن كاثوليكي، وسياسي، وأكاديمي إسباني، ولد في فيافيثيوسا، أستورياس، هو عضوٌ في الأكاديمية الملكية الإسبانية (منذ مايو 1992).

## التعليم
تعلم في جامعة أوفييدو، والجامعة الغريغورية الحبرية.

## جوائز
حصل على جوائز منها:
- الصليب الأعظم للنيشان المدني لألفونسو العاشر الحكيم (2017)[7]
- دكتوراه فخرية، عن عمل: جامعة سلامنكا (2016)
- Grand Cross of the Order of the Aztec Eagle  [لغات أخرى]‏ (2015)[8]
- دكتوراه فخرية، عن عمل: يونقيرسيتي اوف ليون (2014)
- Menéndez Pelayo International Prize [الإنجليزية]‏ (2011)
- collar of the Order of the Golden Fleece  [لغات أخرى]‏ (2010)[9]
- دكتوراه فخرية، عن عمل: جامعة غوادالاخارا (2010)
- دكتوراه فخرية، عن عمل: National Autonomous University of Nicaragua [الإنجليزية]‏ (2009)
- دكتوراه فخرية، عن عمل: Nebrija University [الإنجليزية]‏ (2009)
- دكتوراه فخرية (2004)[10]
- دكتوراه فخرية، عن عمل: جامعة بلد الوليد (2001)
- الدكتوراة الفخرية من جامعة بلد الوليد (2001)[11]
- دكتوراه فخرية، عن عمل: جامعة هافانا (2001)
- دكتوراه فخرية، عن عمل: Francisco Morazán National Pedagogical University  [لغات أخرى]‏ (2000)
- دكتوراه فخرية، عن عمل: Ricardo Palma University [الإنجليزية]‏ (2000)
- دكتوراه فخرية، عن عمل: جامعة براون (1997)
- وسام فارس رهبانية الصوفة الذهبية.